# كأس الغارفي 1997
كأس الغارفي 1997 هو الموسم 4 من كأس الغارفي. أقيم خلال الفترة 10 مارس 1997 وحتى 16 مارس 1997، وكان عدد الأندية المشاركة فيه 8، وفاز فيه منتخب النرويج لكرة القدم للسيدات.